# Karl Stein

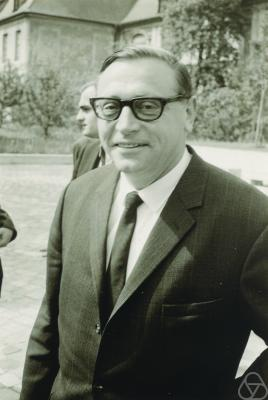
Karl Stein in Eichstätt, 1968

Karl Stein (Hamm, Westfalen, 1 januari 1913 - Ebersbach an der Fils, 19 oktober 2000) was een wiskundige uit Duitsland, die actief was op het gebied van de complexe functietheorie en de cryptografie. De Stein-variëteit is naar hem genoemd.
Karl Stein haalde in 1937 onder leiding van Heinrich Behnke zijn doctoraat aan de Universiteit van Münster met het proefschrift, Zur Theorie der Funktionen mehrerer komplexer Veränderlichen; Die Regularitätshüllen niederdimensionaler Mannigfaltigkeiten. Hij habiliteerde, weer in Münster, in 1940 en diende tijdens de Tweede Wereldoorlog als cryptograaf voor de Wehrmacht. Hij werd in 1955 professor aan de Ludwig Maximilians-Universiteit in München. Hij ging in 1981 met emeritaat en ontving in 1990 de eerste Cantor-medaille.